# Ado de Vienne
Ado de Vienne (em latim: Ado, Adon ou Adonis Viennensis; Champanhe, 800 – Vienne, 16 de dezembro de 875) foi um religioso e escritor franco. Atuou como arcebispo de Vienne de 850 até sua morte sendo venerado como santo. Seus escritos incluem hagiografia e historiografia.

## Biografia
Ado pertencia a uma proeminente família nobre. Ele foi enviado ainda criança para ser educado, primeiro com Sigulf, abade de Ferrières-en-Gâtinais, e depois com Marcward, abade de Prüm. Depois que Marcward morreu, em 853, Ado foi para Roma, onde permaneceu por quase cinco anos, e depois para Ravena, após o que Remígio, arcebispo de Lyon, lhe deu a paróquia de Saint-Romain, perto de Vienne. No ano seguinte, ele foi eleito arcebispo de Vienne e dedicado em agosto ou setembro de 860, apesar da oposição de Girardo de Rossilhão, conde de Paris, e de sua esposa Berta.
Ado participou do Concílio de Tousy, perto de Toul, na Lorena, em 22 de outubro de 860, e realizou um concílio em Vienne em 870. Após sua morte, em 16 de dezembro de 876, seu corpo foi enterrado na igreja dos Apóstolos em Vienne, hoje chamada de igreja de São Pedro, o local habitual de sepultamento dos arcebispos de Vienne. Seu dia de festa é celebrado em 16 de dezembro.
A Biblioteca Real da Dinamarca preserva um martirológio não editado que data do século XI e vem da abadia de Santa Maria, Serrateix, com informações sobre Ado de Vienne, a Regra de São Bento e outros abades e monges da época.

## Obras
Várias de suas cartas ainda existem e revelam seu autor como um homem enérgico, de amplas simpatias e considerável influência. As principais obras de Ado são um martirológio e uma crônica, Chronicon sive Breviarium chronicorum de sex mundi aetatibus de Adamo usque ad annum 869.
A crônica de Ado é baseada na de Beda, com a qual ele combina trechos de fontes comuns, formando o todo em uma narrativa consecutiva fundada na concepção da unidade do Império Romano, que ele traça na sucessão dos imperadores, Carlos Magno e seus herdeiros seguindo imediatamente após Constantino VI e Irene de Atenas. “É”, diz o historiador alemão Wilhelm Wattenbach, “história do ponto de vista da autoridade e da opinião preconcebida, que exclui qualquer julgamento independente dos eventos”.
Ado escreveu também um livro sobre os milagres (Miracula) de São Bernardo, arcebispo de Vienne (século IX), publicado na Acta Sanctorum bolandista; uma vida ou martírio de São Desidério, bispo de Vienne (morto em 608); e uma vida de São Teudério de Vienne, também conhecido como Teudério do Delfim, abade de Saint-Chef, perto de Vienne (563).